# Neuromedinski U receptor 2
Neuromedinski U receptor 2 je protein koji je kod ljudi kodiran  genom.

## Literatura
1. ↑  Tate CG, Grisshammer R (1997). „Heterologous expression of G-protein-coupled receptors”. Trends Biotechnol. 14 (11): 426—30. PMID 8940772. doi:10.1016/0167-7799(96)10059-7.
2. ↑  Howard AD, Wang R, Pong SS, Mellin TN, Strack A, Guan XM, Zeng Z, Williams DL Jr, Feighner SD, Nunes CN, Murphy B, Stair JN, Yu H, Jiang Q, Clements MK, Tan CP, McKee KK, Hreniuk DL, McDonald TP, Lynch KR, Evans JF, Austin CP, Caskey CT, Van der Ploeg LH, Liu Q (2000). „Identification of receptors for neuromedin U and its role in feeding”. Nature. 406 (6791): 70—4. PMID 10894543. doi:10.1038/35017610.
3. ↑  „Entrez Gene: NMUR2 neuromedin U receptor 2”.

## Dodatna literatura
- Hosoya M; Moriya T; Kawamata Y;  . (2000). „Identification and functional characterization of a novel subtype of neuromedin U receptor.”. J. Biol. Chem. 275 (38): 29528—32. PMID 10887190. doi:10.1074/jbc.M004261200.
- Raddatz R; Wilson AE; Artymyshyn R;  . (2000). „Identification and characterization of two neuromedin U receptors differentially expressed in peripheral tissues and the central nervous system.”. J. Biol. Chem. 275 (42): 32452—9. PMID 10899166. doi:10.1074/jbc.M004613200.
- Shan L; Qiao X; Crona JH;  . (2001). „Identification of a novel neuromedin U receptor subtype expressed in the central nervous system.”. J. Biol. Chem. 275 (50): 39482—6. PMID 11010960. doi:10.1074/jbc.C000522200.
- Fernández Alvarez C, Debeljuk L, Díaz Rodríguez E, Díaz López B (2003). „Developmental pattern of tachykinins during aging in several organs: effect of exogenous melatonin.”. Peptides. 23 (9): 1617—23. PMID 12217422. doi:10.1016/S0196-9781(02)00099-2.
- Strausberg RL; Feingold EA; Grouse LH;  . (2003). „Generation and initial analysis of more than 15,000 full-length human and mouse cDNA sequences.”. Proc. Natl. Acad. Sci. U.S.A. 99 (26): 16899—903. PMC 139241 . PMID 12477932. doi:10.1073/pnas.242603899.
- Gerhard DS; Wagner L; Feingold EA;  . (2004). „The status, quality, and expansion of the NIH full-length cDNA project: the Mammalian Gene Collection (MGC).”. Genome Res. 14 (10B): 2121—7. PMC 528928 . PMID 15489334. doi:10.1101/gr.2596504.
- Bhattacharyya S; Luan J; Farooqi IS;  . (2004). „Studies of the neuromedin U-2 receptor gene in human obesity: evidence for the existence of two ancestral forms of the receptor.”. J. Endocrinol. 183 (1): 115—20. PMID 15525579. doi:10.1677/joe.1.05830.
- Mori K; Miyazato M; Ida T;  . (2005). „Identification of neuromedin S and its possible role in the mammalian circadian oscillator system.”. EMBO J. 24 (2): 325—35. PMC 545815 . PMID 15635449. doi:10.1038/sj.emboj.7600526.
- Fang L; Zhang M; Li C;  . (2006). „Chemical genetic analysis reveals the effects of NMU2R on the expression of peptide hormones.”. Neurosci. Lett. 404 (1–2): 148—53. PMID 16781063. doi:10.1016/j.neulet.2006.05.034.

## Spoljašnje veze
- „Neuromedin U Receptors: NMU2”. IUPHAR Database of Receptors and Ion Channels. International Union of Basic and Clinical Pharmacology. Архивирано из оригинала 03. 03. 2016. г.